# إدوارد جويس
إدوارد جويس (بالإنجليزية: Edward Joyce)‏ هو قسيس نيوزيلندي، ولد في 26 يونيو 1904 في ليتلتون في نيوزيلندا، وتوفي في 28 يناير 1964 في كرايستشرش في نيوزيلندا بسبب مرض.